# Adolf Stieler
Adolf Stieler (ur. 26 lutego 1775 w Gocie, zm. 13 marca 1836 tamże) – niemiecki kartograf i geograf.
Kształcił się na uniwersytetach w Jenie i Getyndze. Współpracował z Justus Perthes Geographical Institute, w znaczący sposób przyczynił się do rozwoju kartografii, m.in. poprzez stworzenie Stielers Handatlas, który został opublikowany przez wydawcę Justusa Perthesa.